# Kanatbek Isaïev
Kanatbek Kudaïkanovich Isaïev (kirghize : Канатбек Кедейканович Исаев) ou Kanat Isaïev, né le 7 février 1975 à Kalinovka en RSS kirghize, est un homme politique kirghiz.

## Biographie

### Famille et jeunesse
Isaïev est le fils d'Asymbubu Tachibaïeva, enseignante renommée au Kirghizistan et frère de Talantbek Isaïev, haut fonctionnaire au ministère de l'Intérieur empêtré dans des affaires juridiques au même moment que Kanatbek et dont l'abandon des charges pesant contre lui a lieu au même moment que son frère. Il est marié et père de cinq enfants.
En 1996, Isaïev est diplômé de l'université d'État du Kirghizistan. Il travaille ensuite dans les services fiscaux. 

### Carrière politique
Il commence sa carrière politique en étant élu en 2003 au conseil local de la province de Tchouï où il ne reste que deux ans avant de retourner dans la fonction publique. Le 31 juillet 2008, Il devient maire de Tokmok par intérim le 31 juillet 2008 puis à part entière le 5 septembre suivant. Son mandat est interrompu en 2010 par son élection au Conseil suprême où il siège avec le parti Respoublika dont il dirige l'aile parlementaire jusqu'en 2012,. Le 20 février 2014, il devient gouverneur de Tchouï, mais quitte cette fonction le 23 mai 2015 pour participer aux élections législatives.
Le 9 juillet 2015, il est désigné comme dirigeant du parti Kirghizistan et prend la tête de la liste pour le scrutin du 4 octobre suivant, où le parti remporte 18 sièges. 
Le 13 avril 2016, Asylbek Jeenbekov démissionne de la présidence du Conseil suprême pour éviter un conflit d'intérêts avec son frère Sooronbay qui vient d'être nommé Premier ministre. Isaïev se porte candidat à sa succession et reçoit 51 voix au premier tour, dix de moins que nécessaire et à égalité avec Bakyt Torobaev d'Onuguu-Progress. Chynybaï Tursunbekov est finalement élu au second tour. Le 12 mai 2017, Isaïev est arrêté pour une affaire de corruption datant de son mandat de maire de Tokmok. Malgré cela, il annonce le 27 juillet qu'il a l'intention d'être candidat à la présidence pour l'élection à venir. Sa candidature est cependant rejetée après l'invalidation de plus de dix mille de ses signatures, mais Isaïev tout comme Iskhak Masaliyev, également disqualifié, conteste la décision. 
Il ne sera finalement pas candidat à l'élection, mais est arrêté pour complot contre le régime quelques jours avant l'élection. Il est entre autres accusé de planifier une falsification des résultats en faveur d'Ömurbek Babanov. Le 18 janvier 2018, il est condamné à 12 ans dans une colonie pénale pour corruption, mais fait appel contre la peine. Son procès pour complot commence en mai 2018 et il est mis en arrêt à domicile durant la procédure. Cependant, son procès pour corruption prend fin pour expiration des délais de prescription. Isaïev et ses proches clament son innocence en déclarant les accusations sont sans fondement. Ces accusations sont également contestées par le comité pour la protection des droits de prisonniers politiques qui liste Isaïev parmi les prisonniers politiques au Kirghizistan. 
Malgré sa situation juridique, Isaïev est réélu à la tête du parti Kirghizistan en septembre 2019 alors qu'Almazbek Baatyrbekov est également reconduit à la tête de l'aile parlementaire. En décembre, la Cour suprême du Kirghizistan rejette les accusations contre Isaïev.
Le 13 octobre 2020, dans la foulée des manifestations post-électorales, il se fait élire président du Conseil suprême dans une séance spéciale en remplacement de Myktybek Abdyldaev, qui avait démissionné après seulement quelques jours en place en raison d'interrogations sur sa légitimité. Il démissionne le 4 novembre pour se présenter à l'élection présidentielle kirghize de 2021.